# 在パプアニューギニア日本国大使館
在パプアニューギニア日本国大使館（英語: Embassy of Japan in Papua New Guinea）は、パプアニューギニアの首都ポートモレスビーにある日本の大使館。

## 沿革
- 1952年4月、サンフランシスコ平和条約の発効により日本国が独立、当時パプアニューギニア南部を領有していたオーストラリアも同条約締結国のうちの一国[3]
- 1975年1月、パプアニューギニア準州（英語版）の首府ポートモレスビーに在ポートモレスビー日本国総領事館（在ポート・モレスビー日本国総領事館）が開設される[4]
- 1975年9月、パプアニューギニアがオーストラリアから独立し、日本は直ちに独立を承認、両国の間で国交が樹立された[4]
- 1975年12月、ポートモレスビーの総領事館と並立して在パプアニューギニア日本国大使館を開設することが定められる[5]
- 1976年4月、初代特命全権大使がポートモレスビーに赴任する[4]
- 2011年4月、それまで領事業務を扱っていた在ポートモレスビー日本国総領事館が閉鎖され、大使館が領事業務を引き継ぐ形で総領事館を吸収する[6]

## 住所

### 所在地
| 日本語 | 首都区ポートモレスビー市ワイガニゴッドウィット通り |
| 英語   | Godwit Road, Waigani, Port Moresby, NCD            |

### 私書箱
| 日本語 | ポートモレスビー郵便局私書箱1040 |
| 英語   | P.O. Box 1040, Port Moresby      |